# Автонавантажувач

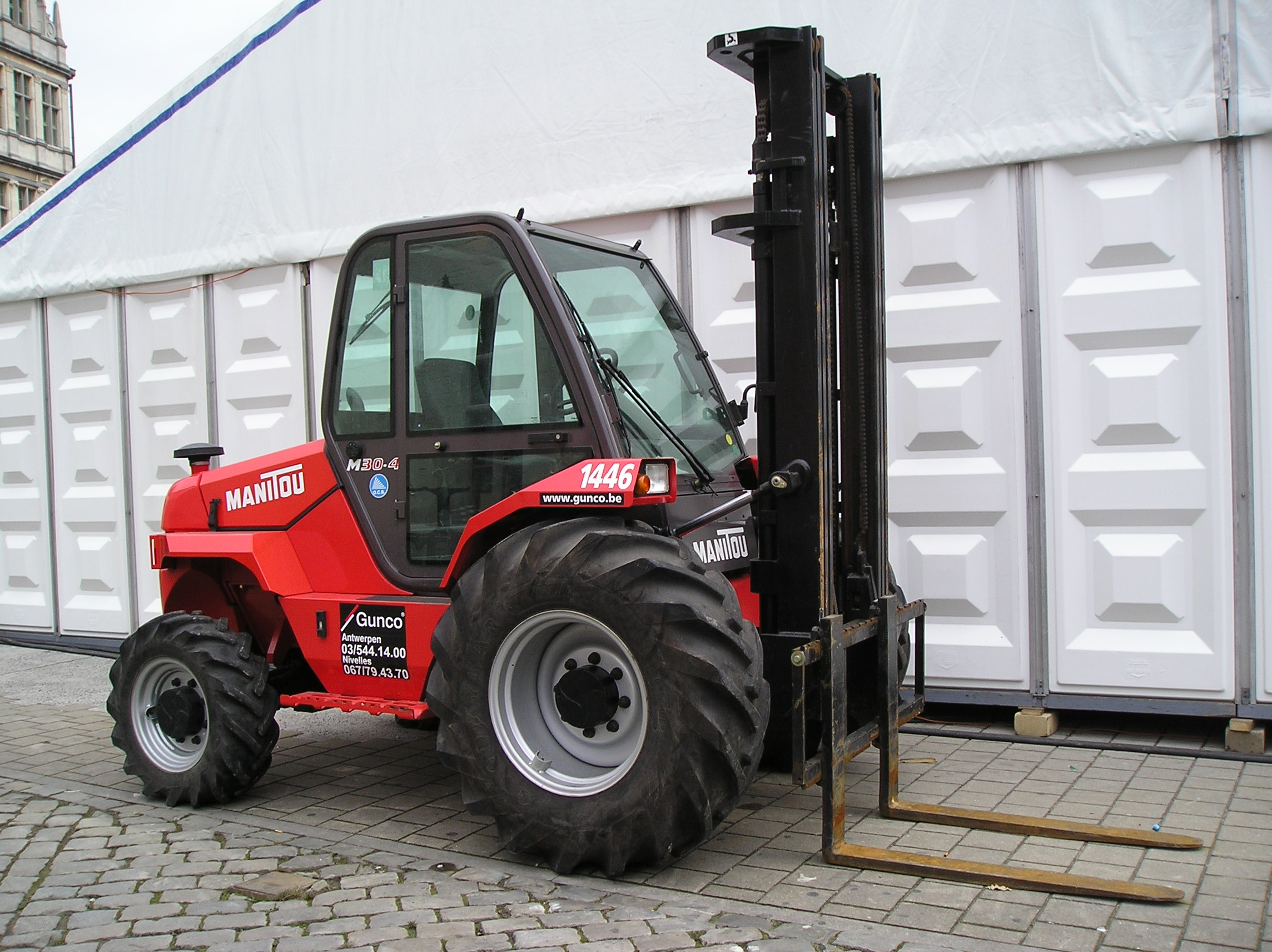
Автонавантажувач

Автонаванта́жувач (вилочний навантажувач) — самохідна підйомно-транспортна машина для вантаження сипких матеріалів у вагони, вантажні автомобілі тощо, а також для складання у штабелі висотою до 7 м різних вантажів. Попередники сучасних вилочних навантажувачів з'явилися наприкінці XIX — на початку XX ст. 1906 року Pennsylvania Railroad представила першу платформу з електроприводом для перевезення багажу, яка використовувалася на її станціях. Певний поштовх розвитку цієї галузі надала Перша світова війна, коли брак робочої сили призвів до того, що кілька європейських розробників почали вести розробки техніки для складських операцій.

## Історія розвитку
Сучасний вилочний навантажувач з'явився у 1920-х роках силами кількох американських і європейських компаній, що виконували незалежні розробки. В 1906—1909 роках створили перший вантажний автомобіль з платформою, тоді чиновник з системи PA Railroad додав акумуляторну батарею до існуючих машин. У цей час система управління навантажувача розміщувалася в положенні, коли оператор знаходиться перед машиною. 1910 року створено перший повністю сталевий навантажувач (вперше використовувався на паперових фабриках).
У СРСР навантажувачі виробництва фірми Balkancar (Болгарія) з'явилися в 50-х роках, але вже скоро на радянський ринок прийшла Японія, зі своїми конкурентноспроможними цінами та високою надійністю. Широко використовувалися навантажувачі таких корпорацій як Komatsu, TCM, Nissan, Toyota.
Перша десятка виробників у 1997 році виглядала наступним чином: Toyota (Японія), Linde (Німеччина), Jungheinrich (Німеччина), NACCO Industries (США), Crown Equipment Co (Японія), Mitsubishi / Caterpillar (Японія), Komatsu (Японія), TCM (Японія), Nissan.

## Класифікація
У даний час розроблено і використовується величезна кількість різних моделей і модифікацій навантажувачів. При цьому не існує єдиної загальноприйнятої класифікації навантажувачів. Найсистематизованішою є класифікація ITA, згідно з якою:
Клас I — Електричні навантажувачі.
Клас II — Техніка для роботи у вузьких проходах. Сюди відносяться більш спеціалізовані навантажувачі, такі як ричтраки, бічні вантажники тощо: Клас III — Штабелери та електричні візки.
Клас IV — Навантажувачі з двигуном внутрішнього згоряння із суцільнолитими шинами.
Клас V — Навантажувачі з двигуном внутрішнього згоряння з пневматичними шинами.
Клас VI — Транспортери.
Клас VII — «Позашляхові» навантажувачі всіх типів (тобто призначені для роботи в складних дорожніх умовах і на важких покриттях).
Ця класифікація не відображає деяких специфічних характеристик, тому на сьогоднішній день далеко не всі виробники слідують їй в публічних пропозиціях. Крім того, для деяких класів і різновидів навантажувачів в українській мові часто використовують окремі найменування, такі як: штабелер, гідравлічний візок, ричтрак (англ. reach truck).

## Конструкції
Залежно від роду вантажу автонавантажувач може мати вилоподібний або грейферний захват, кранову стрілу, ківш або інші пристрої.

## Застосування
Автонавантажувачі широко застосовуються для механізації різних трудомістких вантажних робіт.

## Технічні характеристики
- Вантажопідйомність автонавантажувача становить 0,5—24 т,
- висота піднімання 1,5—7 м,
- швидкість руху 40 км/год.

## Виробники

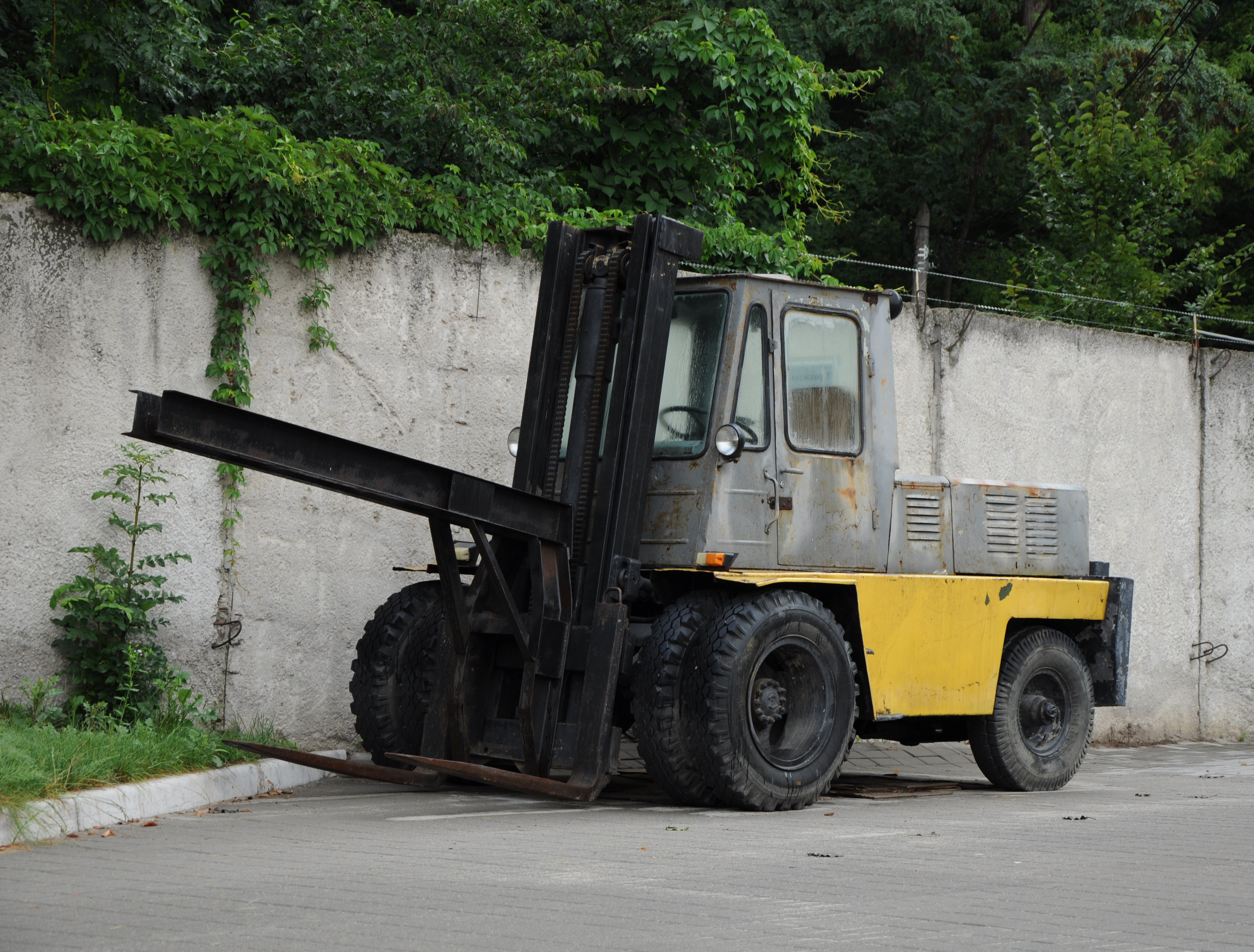
Автонавантажувач ЛЗА

В Україні їх виробляє Львівський завод автонавантажувачів. У СРСР вилочні навантажувачі випускали в основному на оборонних підприємствах. Найцікавіше, що кожне таке підприємство збирало навантажувачі для власних потреб. А розподілялася техніка державою за заявками підприємств відповідно до встановлених лімітів.
Ось список підприємств, які виробляли навантажувачі в СРСР:
- Львівський завод автонавантажувачів;
- Кутаїський електромеханічний завод;
- Машинобудівний завод імені Калініна;
- Бельцький електротехнічний завод;
- Калінінградський вагонобудівний завод;
- Єреванський автомобільний завод;
- Канашський завод електронавантажувачів.